# Bordères-sur-l’Échez
Bordères-sur-l’Échez ist eine französische Gemeinde im Département Hautes-Pyrénées in der Region Okzitanien (zuvor Midi-Pyrénées). Sie liegt im Arrondissement Tarbes und ist der Hauptort des Kantons Bordères-sur-l’Échez.
Bordères-sur-l’Échez hat 5.394 Einwohner (Stand 1. Januar 2022) auf 15,95 Quadratkilometern und liegt in der Bigorre etwa zweieinhalb Kilometer westlich vom Adour. Durch den Ort selbst fließt der parallel verlaufende Nebenfluss Échez, weiter westlich der Souy mit seinem Zufluss Mardaing und die Géline.
Der Ort war ursprünglich eine gallorömische Ansiedlung. 1118 wurde der Ort unter den Schutz des Templerordens gestellt. Die Kommandantur des Templerordens wurde zerstört. Nach der Vernichtung des Templerordens folgte der Malteserorden.

## Gemeindepartnerschaft
Bordères-sur-l’Échez pflegt eine Gemeindepartnerschaft mit der katalanischen Gemeinde Alcanar.